# Tetra Media Studio
TM Studios est un groupe de production audiovisuelle appartenant à ITV et dirigé par Thierry Lachkar. Né avec la fiction, le groupe a depuis diversifié ses activités dans le flux, le documentaire, le magazine, le spectacle vivant, l'animation, les spectacles et la musique, la distribution et les nouveaux médias.
Le groupe produit tous types de programmes audiovisuels : fiction, documentaires, magazines, reportages. C'est notamment le producteur des séries Un village français, Les Hommes de l'ombre, Profilage et Falco. 
Le groupe s'est inscrit dans une démarche de diversification depuis 2013, en intégrant des activités nouvelles : animation, édition musicale, nouveaux médias,.

## Histoire

### La naissance de Tetra Media
Tetra Media a été créé en 1990 par trois auteurs-réalisateurs-producteurs : Miguel Courtois, Gilles de Maistre et Jérôme Cornuau.
Durant près de 15 ans, Tetra Media et sa filiale Shoot Again produisent essentiellement des fictions pour M6 notamment les séries « Brigade des mineurs » et « Le Lycée », ainsi que des documentaires pour toutes les chaînes.

### Le rachat par Jean-François Boyer
En septembre 2004, à l'occasion du départ de l'équipe dirigeante d'origine, Jean-François Boyer reprend Tetra Media et créé un studio de production indépendant.
Emmanuel Daucé intègre le groupe en tant que producteur. En 2013, Sebastien Borivent rejoint le groupe en tant que directeur général. 
Le cœur de métier de Tetra Media Studio est la fiction TV, puisque ses filiales Tetra Media Fiction, Beaubourg Audiovisuel et Macondo produisent régulièrement des séries pour la télévision. À partir de 2010, le groupe se diversifie dans d’autres activités, notamment le flux, le magazine, le documentaire ou le spectacle vivant, avec les acquisitions de Tangaro, CLC productions et Little Big Prod, dans l’animation avec la création en 2013 de Monello, dans la distribution avec 100% Distribution, dans les spectacles et la musique, avec Per Diem Éditions, ou encore dans la création originale sur les nouveaux médias, avec Tetra New Media.

## Rachat par ITV
En février 2017, Tetra Media a été racheté par ITV, le groupe audiovisuel britannique.

## Structure
Le groupe est organisé en plusieurs pôles composés de différentes structures affiliées.
- Fiction
  - Tetra Media Fiction
  - Macondo
  - Beaubourg Audiovisuel
  - Shoot Again Production

- Magazine, documentaire, spectacle vivant
  - Little Big Prod
  - Tangaro
  - Compagnie Lyonnaise de Cinéma

- Web
  - Tetra New Media
  - Funny Corp

- Musique, production et distribution musicale
  - Per Diem Éditions
  - 15.15 productions

- Distribution
  - 100% Distribution

## Réalisations
- Fiction
  - Falco (TF1), 2009 - 2016
  - Les Hommes de l'Ombre (France 2), 2012 - 2016
  - Un village français (France 3), 2009 - 2017
  - Profilage (TF1), 2013 -...
  - Pigalle La Nuit (Canal+), 2009
  - La Commune (Canal+), 2007
  - La Commanderie (France 3), 2010

- Documentaire
  - Tiki Pop (France 5), 2014
  - Kanak (France 5), 2013
  - Chamans, les maîtres du désordre (France 5), 2012
  - Maori (France 5), 2011
  - Inès de la Fressange, en avant, calme et droit !(France 5), 2010
  - Un Volcan sous la mer (Arte), 2008
  - Les enfants de la Lune (France 5), 2009
  - E=MC2 (BBC et Arte), 2005
  - Au-delà de l'Infini (France 2), 2005

- Magazine
  - Ce sera moi (Gulli), 2014 -...
  - Entrée libre (France 5), 2011 - 2019
  - Tellement vrai (NRJ 12), 2008 -...
  - Dans l'espoir de se retrouver (NRJ 12), 2013
  - Premier Amour (TF1), 2010 - 2012
  - La Toile Infernale (Canal J), 2008 - 2010
  - Les 12 Cœurs (NRJ 12), 2008 - 2009
  - Toute la nuit ensemble (France 5), 2005

- Animation
  - Max et Maestro (France Télévisions)
  - Rocky Kwaterner (en développement)
  - MarbleGen (TF1)

- Web
  - Fun Corp
  - Bad Clown
  - New York Minute

- Comédie Musicale
  - Les Trois Mousquetaires, 2016
  - Robin des Bois, 2013